# Шайтанка (приток Ягылъяха)
Шайтанка — река в Омской и Томской областях России. Устье реки находится в 192 км по левому берегу реки Ягылъях. Длина реки составляет 49 км. Приток — Юная.

## Данные водного реестра
По данным государственного водного реестра России относится к Верхнеобскому бассейновому округу, водохозяйственный участок реки — Васюган, речной подбассейн реки — Васюган. Речной бассейн реки — (Верхняя) Обь до впадения Иртыша.